# Champions Chess Tour 2024
Le Champions Chess Tour 2024 est un circuit de tournois d'échecs rapides en ligne (sur internet) organisé en 2024 par Chess.com et doté de 1,7 million de dollars de prix. Les meilleurs joueurs mondiaux sont invités.

## Organisation
Le circuit est composé de quatre tournois dotés de 400 000 $ avec une finale à huit joueurs disputée en décembre 2024. Huit joueurs s'affrontent dans la première division, seize joueurs dans la deuxième division et trente-deux joueurs dans la troisième division.
Chaque tournoi dure 8 jours. La cadence est de 10 minutes avec 2 secondes d'incrément.

## Palmarès des tournois à élimination directe
Les quatre premiers tournois sont chacun dotés de 400 000 $ et la finale de décembre est dotée de 500 000 $.
| Tournoi                    | Dates                  | Vainqueur de la division I | Deuxième (grand finaliste) | Troisième          | Quatrième              | Vainqueur de la division II |
| -------------------------- | ---------------------- | -------------------------- | -------------------------- | ------------------ | ---------------------- | --------------------------- |
| Chessable Masters          | 31 janvier-7 février   | Magnus Carlsen             | Alireza Firouzja           | Denis Lazavik      | Ian Nepomniachtchi     | Vincent Keymer              |
| Chess.com Classic          | 8-15 mai               | Alireza Firouzja           | Magnus Carlsen             | Vincent Keymer     | Jan-Krzysztof Duda     | Maxime Vachier-Lagrave      |
| CrunchLabs Masters         | 17-24 juillet          | Maxime Vachier-Lagrave     | Alireza Firouzja           | Ian Nepomniachtchi | Magnus Carlsen         | Aleksandr Grichtchouk       |
| Julius Baer Generation Cup | 25 septembre-2 octobre | Magnus Carlsen             | Alireza Firouzja           | Levon Aronian      | Maxime Vachier-Lagrave | Wesley So                   |

## Finale
La finale est disputée à Oslo du 14 au 21 décembre 2024 avec un tournoi toutes rondes suivi d'une phase finale à élimination directe avec quatre joueurs.
Magnus Carlsen remporte la finale en battant Ian Nepomniachtchi. Les demi-finalistes éliminés sont les deux français Alireza Firouzja et Maxime Vachier-Lagrave.

## Palmarès des tournois de qualification («Play-In»)
| Tournoi                    | Dates                  | Vainqueur du système suisse (1er jour) | Joueurs qualifiés pour la division I (2e jour)                           |
| -------------------------- | ---------------------- | -------------------------------------- | ------------------------------------------------------------------------ |
| Chessable Masters          | 31 janvier - 1 février | José Martínez                          | A. Firouzja, D. Lazavik, J. Martínez, I. Nepomniachtchi, W. So           |
| Chess.com Classic          | 8-9 mai                | Fabiano Caruana                        | J. Duda, V. Ivić, D. Lazavik, I. Nepomniachtchi, A. Sarana               |
| CrunchLabs Masters         | 17-18 juillet          | Ian Nepomniachtchi                     | D. Andreïkine, F. Caruana, J. Duda, I. Nepomniachtchi, W. So             |
| Julius Baer Generation Cup | 25-26 septembre        | Vladimir Fedosseïev                    | M. Carlsen, I. Nepomniachtchi, Arjun Erigaisi, L. Aronian, V. Fedosseïev |